# Nicolas Ivanovitch Achinoff
Nicolas Ivanovitch Achinoff (né en 1856 - mort en 1902) est un aventurier russe qui tenta d'installer un établissement sur les côtes du golfe de Tadjourah à la fin des années 1880.
Cet épisode s'inscrit dans un ensemble d'interventions russes dans la Corne de l'Afrique à la fin des années 1880, comme celles de Nicolas Stéphanovitch Léontieff en Éthiopie, alors que le partage colonial est déjà abouti.

## Biographie
Achinoff, cosaque né à Tsaritsyne (Volgograd) en 1856, est le fils d'un marchand. Il arrive à Massawa, port septentrional de l'Érythrée, en 1885, en revendiquant le titre d'ataman, avant de se rendre au Tigray.

### L'affaire de Sagallo

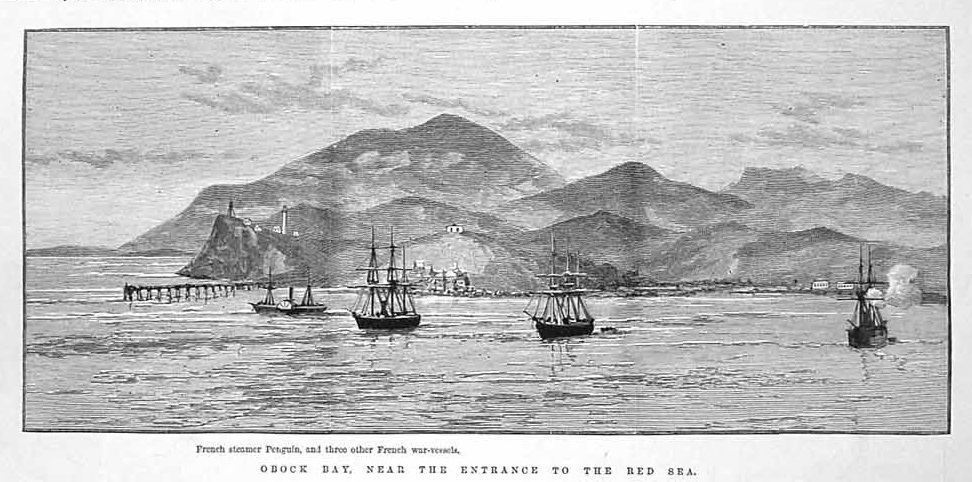
Une représentation peu réaliste de la baie d'Obock en 1889.

En février 1888, il débarque sur la côte nord du golfe de Tadjoura, accompagné de quelques soldats et de sa femme, afin de fonder un établissement agricole. Le manque de fonds l'oblige à retourner en Russie. En janvier 1889, il fait une deuxième tentative, accompagné d'environ 200 personnes, à Sagallo ou Sagallou. Le gouvernement russe ayant déclaré ne pas soutenir l'initiative, le 17 février une petite escadre française bombarde l'établissement, faisant cinq victimes dont une femme et deux enfants. Les Russes se rendent le lendemain et sont envoyés à Suez puis conduits à Odessa.

#### Conséquences
En France, le bombardement de l'établissement russe fut violemment critiqué par les russophiles, très présents au sein du mouvement boulangiste auquel adhérait la Ligue des patriotes de Paul Déroulède. Le 28 février 1889, la Ligue protesta en publiant une résolution condamnant « les inqualifiables procédés du gouvernement parlementaire ». Le ministre de l'Intérieur, Ernest Constans, en guerre ouverte avec le boulangisme, tira prétexte de cette diatribe pour engager des poursuites contre les chefs de la Ligue, Déroulède, Naquet, Laguerre, Laisant et Turquet, dont l'immunité parlementaire fut levée. Accusés de complot contre la République, ils sont finalement acquittés le 3 avril mais la Ligue, déclarée illégale, est dissoute une première fois.
Achinoff est condamné en Russie puis gracié en avril 1890. Il se rend alors à Paris.